# Fabio Pusterla
Pour les articles homonymes, voir Pusterla.
Fabio Pusterla, né à Mendrisio, dans le canton du Tessin, en Suisse, le 3 mai 1957, est un poète, critique littéraire, traducteur et essayiste suisse de langue italienne.

## Biographie
Fabio Pusterla vit entre Lugano et Albogasio. Il est membre du groupe Olten et fait partie du comité fondateur de la revue littéraire Idra. Il enseigne la langue et la littérature italiennes au lycée de Lugano. Fabio Pusterla est aussi le traducteur de Philippe Jaccottet, dont il a traduit six recueils en italien. Il a par ailleurs dirigé la publication critique des œuvres de Vittorio Imbriani.

## Œuvres
- (it) Concessione all’inverno, Bellinzona, Edizioni Casagrande, 1985
- (it) Bocksten, Milan, Marcos y Marcos, 1989
- (it) Sotto il giardino, Lausanne, La Suisse Assurances, 1992
- (it) Le cose senza storia, Milan, Marcos y Marcos, 1994
- (it) Danza Macabra, Camnago, Lietocollelibri, 1995
- (it) Bandiere di carta, Scandicci, Fabrizio Mugnaini, 1996
- (it) Isla persa, Locarno, Edizioni Il Salice, 1997
- (it) Pietra sangue, Milan, Marcos y Marcos, 1999
- (it) Pietre, litografie di M. Cavalli, Novazzano, Sassello, 2000
- (it) Ipotesi sui castori, Valmadrera, Flussi Edizioni, 2002
- (it) Folla sommersa, Milan, Marcos y Marcos, 2004
- (it) Movimenti sull'acqua, Faloppio, 2004
- (it) Storie dell'armadillo, Milan, Quaderni di Orfeo, 2006
- (it) Le terre emerse. Poesie scelte 1985-2008, Torrino, Einaudi, 2009
- (it) Corpo stellare, Milan, Marcos y Marcos, 2010
- (it) Cocci e frammenti, Lugano, Alla Chiara Fonte, 2011
- (it) Argéman, Milan, Marcos y Marcos, 2014
- (it) Cenere, o terra, Milan, Marcos y Marcos, 2018
- (it) Libellula gentile, Milan, Marcos y Marcos, 2019

### Traductions de son œuvre
En français
- Me voici là dans le noir, trad. de l'italien par Mathilde Vischer, Moudon, Éditions Empreintes, 2001.
- Une voix pour le noir : poésies 1985-1999, trad. de l'italien par Mathilde Vischer, préf. de Philippe Jaccottet, Lausanne, Éditions d'En bas, 2001.
- Les Choses sans histoire - Le cose senza storia, trad. de l'italien par Mathilde Vischer, préf. de Mattia Cavadini, Moudon, Éditions Empreintes, 2002.
- Deux Rives, trad. de l'italien par Béatrice de Jurquet et Philippe Jaccottet, préf. de Béatrice de Jurquet, postface de l'auteur, Le Chambon-sur-Lignon, Cheyne éditeur, 2004 (2e édition)  (ISBN 2-84116-070-X).
- Histoires du tatou, traduction Mathilde Vischer et postface Pierre Lepori, éditions Zoé, 2010.  (ISBN 978-2-88182-670-2).
- Dortoir des ailes, traduction et préface de Claude Cazalé, éditions Calligrammes, 2013.
- Pierre après pierre. Anthologie de poèmes, trad. de l'italien par Mathilde Vischer, édition bilingue italien-français, Genève, MētisPresses, 2017.

En allemand
- Solange Zeit bleibt: Gedichte Italienisch und Deutsch = Dum vacat, ausgew., übers. und mit einem Vorw. von Hanno Helbling, postf. di Massimo Raffaeli, Zurigo, Limmat-Verlag, 2002.

### Traductions (par F. Pusterla)
- Philippe Jaccottet, Il Barbagianni / L'ignorante, avec un essai de Jean Starobinski, trad. du français par Fabio Pusterla, Torino, G. Einaudi, 1992.
- Philippe Jaccottet, Edera e calce, choix de poèmes, trad. du français par Fabio Pusterla, con una intervista all'autore di Francesco Scarabicchi, Centro studi Franco Scataglini, Ancone, 1995.
- Philippe Jaccottet, Libretto (Libretto, proses de voyage en Italie), trad. du français par Fabio Pusterla, Scheiwiller, Milan, 1995.
- Philippe Jaccottet, Paesaggi con figure assenti (Paysages avec figures absentes), trad. du français par Fabio Pusterla, présentation de Piero Bigongiari, Locarno, A. Dadò, 1996.
- Philippe Jaccottet, Alla luce d'inverno. Pensieri sotto le nuvole (À la lumière d’hiver et Pensées sous les nuages), trad. du français par Fabio Pusterla, Milano, Marcos y Marcos, 1997.
- Corinna Bille, Cento piccole storie crudeli (Cent petites histoires cruelles), trad. du français par Fabio Pusterla, Casagrande, Bellinzone, 2001.
- Philippe Jaccottet, La ciotola del pellegrino (Morandi), trad. par Fabio Pusterla, Bellinzona, Casagrande, 2007.
- Antoine Emaz, Sulla punta della lingua, trad. par Fabio Pusterla, Milano, Marcos y Marcos, 2019.
- Agota Kistof, Chiodi, trad. par Fabio Pusterla et V.Gheno, Bellinzona, Casagrande, 2018.

## Distinctions
- 1994 : prix Prezzolini pour son travail de traducteur.
- 2007 : prix Gottfried Keller pour l'ensemble de son œuvre.
- 2013 : prix suisse de littérature pour l’ensemble de son œuvre[2].